# Île aux Vaches (Loire)
Pour les articles homonymes, voir île aux Vaches (homonymie).
L'île aux Vaches est une île sur la Loire, en France, appartement administrativement à Tours.

## Description
Il s'agit d'une longue île de près de 1,7 km dont la largeur varie entre 170 m au nord, environ 70 m en son centre et 200 m au sud. 

## Histoire
L'île aux Vaches est inscrite dans le périmètre de la zone naturelle d'intérêt écologique, faunistique et floristique (ZNIEFF) des « ilots et grèves à sternes de l'agglomération tourangelle », où nichent deux espèces de sternes ; elle est aussi habitée par le Castor d'Europe. Cette ZNIEFF est elle-même recouverte par deux sites du Réseau Natura 2000, le site de « La Loire de Candes-Saint-Martin à Mosnes » et le site de la « Vallée de la Loire d'Indre-et-Loire ».
Site de captage d'eau de Tours, elle s'appelait précédemment île au Perron et fut habitée jusqu'en 1950. Il y avait alors encore une ferme sur elle lorsqu’elle fut acquise par la ville de Tours pour y installer le site de captage,. 
Les vingt-et-un puits de captage ont été rénovés  de 2009 à 2012.